# Reeburgpark

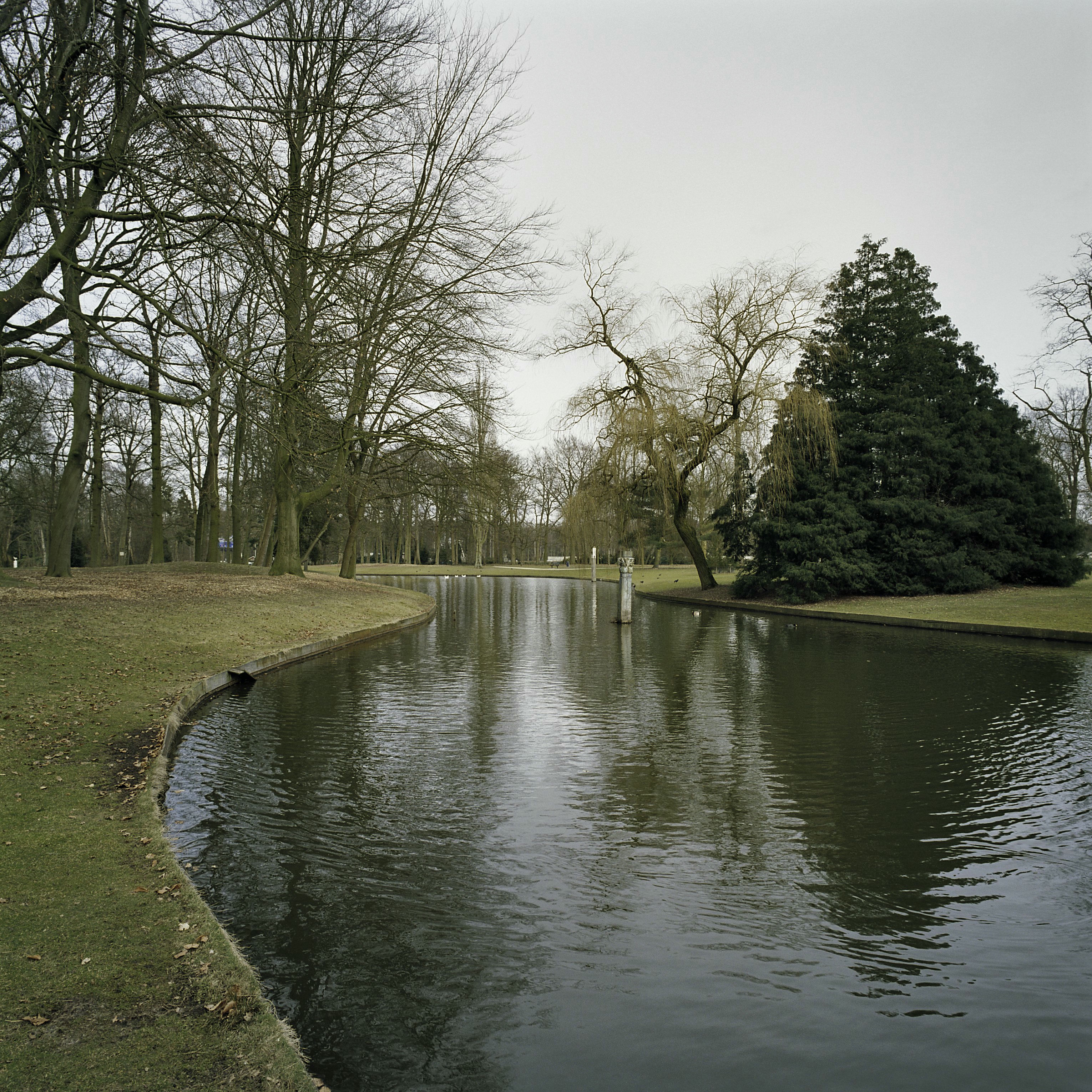
Het Reeburgpark in 2006

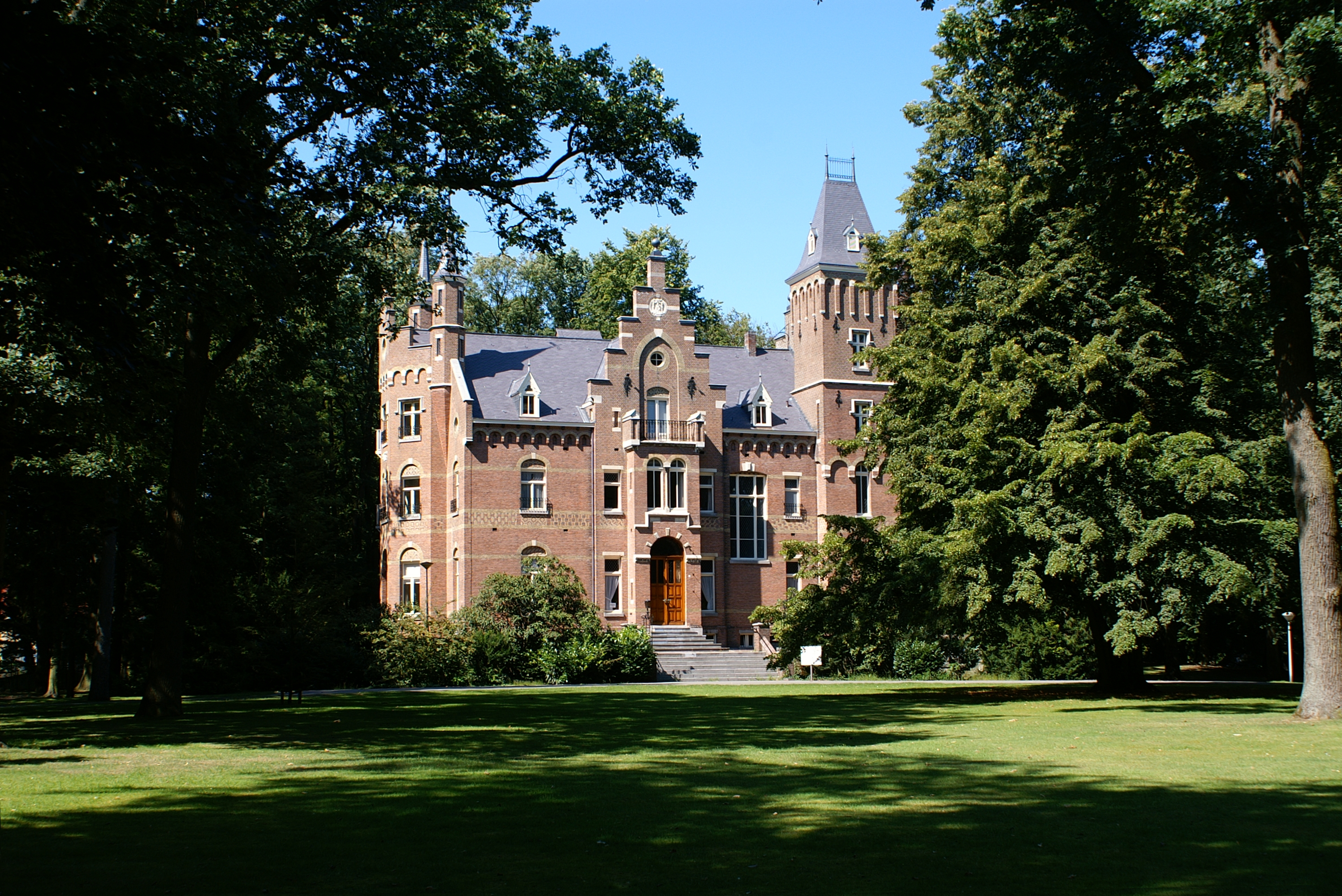
Villa Roucouleur

Het Reeburgpark is een openbaar park in Vught, in de Nederlandse provincie Noord-Brabant.
Het park is circa 7 hectare groot, met een grote vijver. In de nabijheid bevindt zich het raadhuis van Vught, Leeuwenstein, dit wordt alleen gebruikt voor representatieve doeleinden.
In 1822 werd op de plek van het park een villa gebouwd. Het park werd in 1947 door de gemeente aangekocht. De villa werd in 1952 gesloopt en vervangen door een wederopbouwflat. In het Reeburgpark staat de neogotische Villa Roucouleur of Klein Reeburg uit 1884, deze werd gebruikt door de Ursulinen en is tegenwoordig een kantoorpand.